# Cecilio Acosta

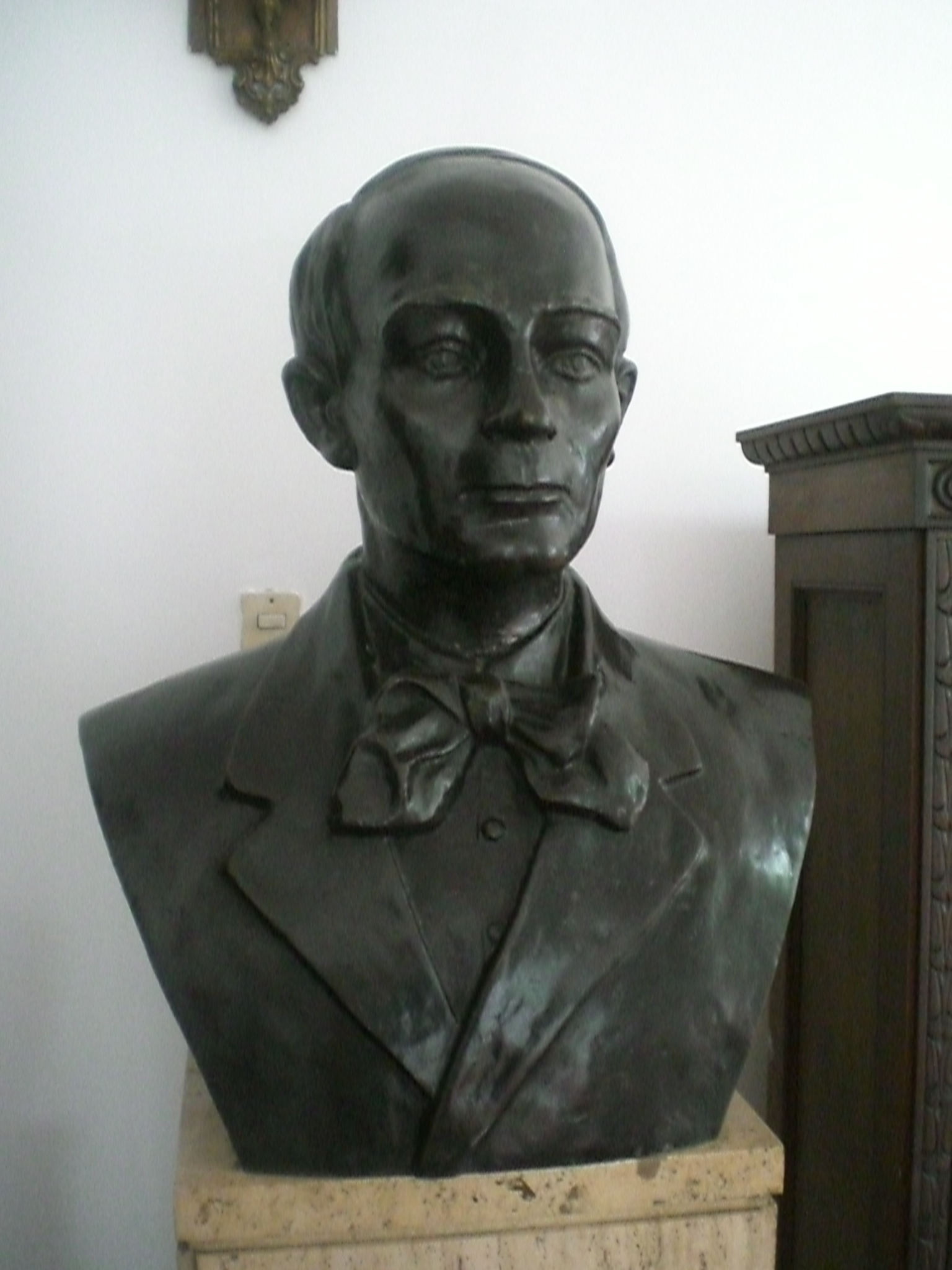
Cecilio Acosta

Cecilio Acosta (ur. 1 lutego 1818 w San Diego de los Altos, zm. 8 lipca 1881 w Caracas) – wenezuelski humanista, prawnik, dziennikarz, filozof, pisarz i poeta.

## Życiorys
Urodził się w małej wiosce San Diego de los Altos. Jego rodzicami byli Ignacio Acosta i Juana Margarita Revete Martínez. Jego pierwszym nauczycielem był ksiądz Mariano Fernández Fortique. W 1831 rozpoczął naukę w seminarium duchownym Tridentino de Santa Rosa w Caracas. W 1840 opuścił uczelnię, rezygnując z kariery duchownego, i przeniósł się na Akademię Matematyki. Potem studiował filozofię i prawo na Centralnym Uniwersytecie Wenezueli (Universidad Central de Venezuela). W latach 1846–1847 zaczął publikować eseje w czasopismach La Epoca i El Centinela de la Patria. W latach 1908–1909 wydano pięć tomów dzieł zebranych pisarza.
W 1937 jego szczątki zostały złożone w Narodowym Panteonie Wenezueli.

## Dzieła
- Cosas sabidas y cosas por saberse (1856).
- Caridad o frutos de la cooperación de todos al bien de todos (1855).
- Estudios de Derecho Internacional (1917).
- Influencia del elemento histórico-político en la literatura dramática y en la novela (pośmiertnie, 1887)
- Obras completas (1908 – 1909)
- Obras completas (edycja krytyczna, 1981)